# Laurent Dugas

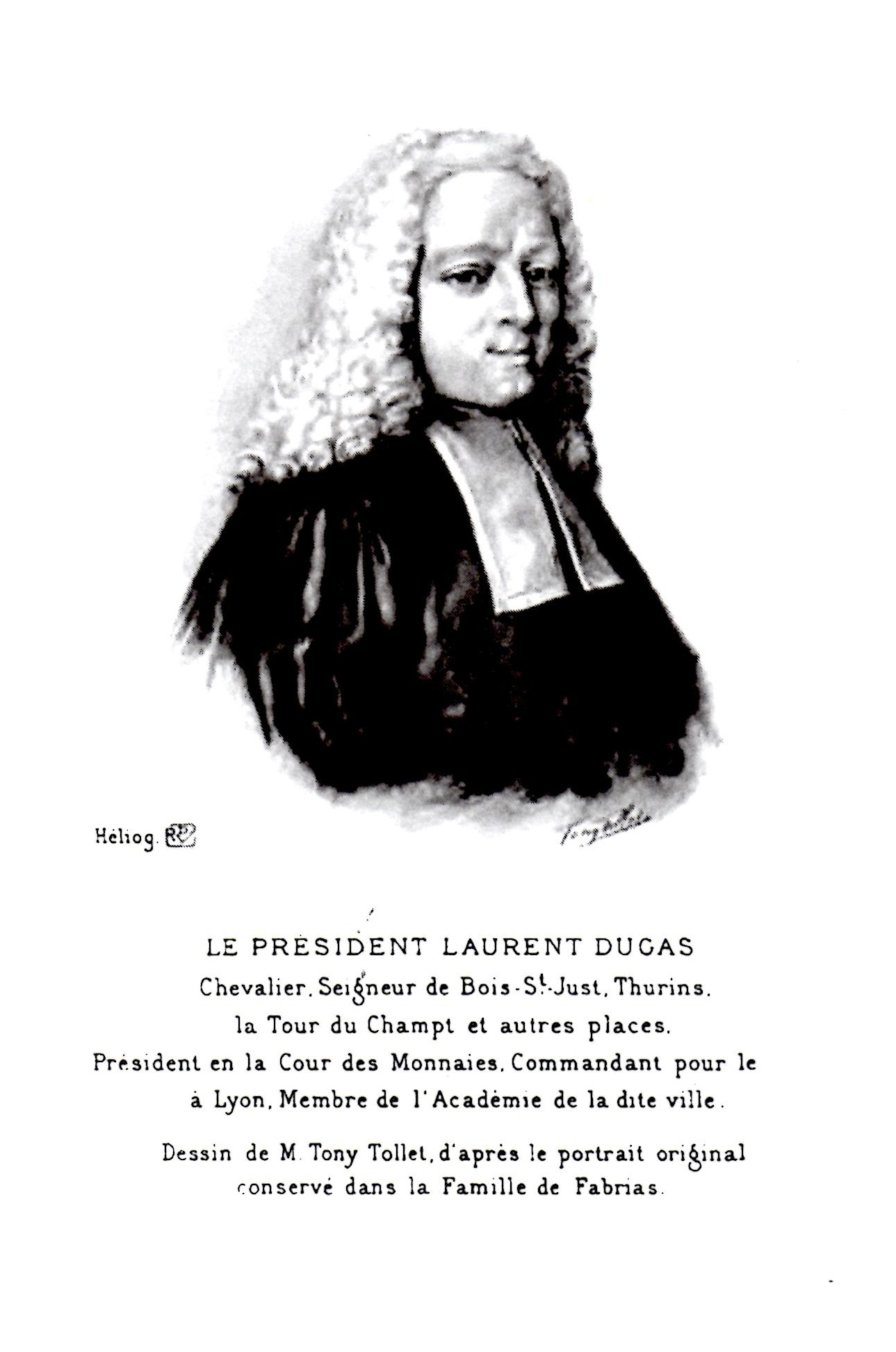
Laurent Dugas als magistraat

Ridder Laurent Dugas (Lyon, 10 september 1670 – Lyon, 8 maart 1748) was stadsmagistraat in Lyon, in het koninkrijk Frankrijk.

## Levensloop
Dugas was afkomstig van een familie van stadsadel in Lyon. Zijn familie oefende bestuursambten uit in Lyon en bezat buiten de stad landgoederen en heerlijkheden. Dugas zelf was ridder en heer van Thurins, Bois Saint-Just, La-Tour-du-Champs, Orliénas en andere plekken buiten Lyon. Na studies in Lyon en Parijs ging hij in dienst bij het stadsbestuur van Lyon. Hij was daarnaast voorzitter van het Munthof van Lyon. In het jaar 1700 behoorde hij tot een groep van burgers die de Académie des sciences, belles-lettres et arts de Lyon oprichtte. Van 1724 tot 1729 benoemde koning Lodewijk XV hem tot prévôt des marchands of baljuw in Lyon. Dit lucratief ambt reikte verder dan het toezicht op de marktplaatsen, zoals de naam het stelt. Het gaf hem fiscale bevoegdheden alsook toezicht op de stadsmilitie, tavernes en de graanimport. 
Na zijn ambtsperiode van prévôt des marchands was Dugas raadsman van de koning voor Lyon. Ook bekleedde hij het ambt van seneschalk, wat hem militaire bevoegdheid gaf, en van officier van justitie voor de stad en de omgeving van Lyon. Hij bleef zetelen in het stadsbestuur. Hij stierf in 1748.